# Pius Paschke
Pius Paschke (20 maggio 1990) è un saltatore con gli sci tedesco.

## Biografia
Originario di Kiefersfelden, in Coppa del Mondo ha esordito il 21 dicembre 2013 a Engelberg (47º), ha ottenuto il primo podio il 25 novembre 2017 a Kuusamo (2º) e la prima vittoria il 29 febbraio 2020 a Lahti. Ai Mondiali di volo di Planica 2020 ha vinto la medaglia d'argento nella gara a squadre e si è classificato 11º nella gara individuale, mentre ai Mondiali di Oberstdorf 2021 ha vinto la medaglia d'oro nella gara a squadre dal trampolino lungo e si è classificato 11º nel trampolino normale e 18º nel trampolino lungo; l'anno dopo ai XXIV Giochi olimpici invernali di Pechino 2022, sua prima presenza olimpica, si è piazzato 28º nel trampolino lungo. Ai Mondiali di volo di Tauplitz 2024 ha vinto la medaglia di bronzo nella gara a squadre ed è stato 23º in quella individuale; ai Mondiali di Trondheim 2025 si è classificato 30º nel trampolino normale e 28º nel trampolino lungo.

## Palmarès

### Mondiali
- 1 medaglia:
  - 1 oro (gara a squadre dal trampolino lungo a Oberstdorf 2021)

### Mondiali di volo
- 2 medaglie:
  - 1 argento (gara a squadre a Planica 2020)
  - 1 bronzo (gara a squadre a Tauplitz 2024)

### Coppa del Mondo
- Miglior piazzamento in classifica generale: 10º nel 2024
- 22 podi (10 individuali, 12 a squadre):
  - 10 vittorie (6 individuali, 4 a squadre)
  - 7 secondi posti (2 individuali, 5 a squadre)
  - 5 terzi posti (2 individuali, 3 a squadre)

#### Coppa del Mondo - vittorie
| Data             | Località         | Nazione   | Trampolino                                                                       |
| ---------------- | ---------------- | --------- | -------------------------------------------------------------------------------- |
| 29 febbraio 2020 | Lahti            | Finlandia | Salpausselkä HS130 (con Constantin Schmid, Stephan Leyhe e Karl Geiger)          |
| 28 marzo 2021    | Planica          | Slovenia  | Letalnica HS240 (con Constantin Schmid, Markus Eisenbichler e Karl Geiger)       |
| 16 dicembre 2023 | Engelberg        | Svizzera  | Gross-Titlis-Schanze HS140                                                       |
| 22 novembre 2024 | Lillehammer      | Norvegia  | Lysgårdsbakken HS140 (con Selina Freitag, Andreas Wellinger e Katharina Althaus) |
| 23 novembre 2024 | Lillehammer      | Norvegia  | Lysgårdsbakken HS140                                                             |
| 30 novembre 2024 | Kuusamo          | Finlandia | Rukatunturi HS142                                                                |
| 8 dicembre 2024  | Wisła            | Polonia   | Malinka HS134                                                                    |
| 13 dicembre 2024 | Titisee-Neustadt | Germania  | Hochfirst HS142 (con Andreas Wellinger)                                          |
| 14 dicembre 2024 | Titisee-Neustadt | Germania  | Hochfirst HS142                                                                  |
| 15 dicembre 2024 | Titisee-Neustadt | Germania  | Hochfirst HS142                                                                  |